# Somatolophia incana
Somatolophia incana är en fjärilsart som beskrevs av Frederick H. Rindge 1980. Somatolophia incana ingår i släktet Somatolophia och familjen mätare. Inga underarter finns listade i Catalogue of Life.